# تاریخ ایران در قرون نخستین اسلامی
تاریخ ایران در قرون نخستین اسلامی کتابی از برتولد اشپولر با ترجمهٔ عبدالجواد فلاطوری است که در سال ۱۳۴۹ منتشر و برندهٔ جایزه کتاب سال سلطنتی شد.
جلد دوم این کتاب در سال ۱۳۶۹ توسط مریم میراحمدی ترجمه و از سوی انتشارات علمی و فرهنگی چاپ و منتشر شد.